# Klatkage
I klatkager er hovedbestanddelen risengrød, der kan have stået på køl, typisk en rest fra dagen før; men der kan også bare anvendes kogte ris (grødris eller løse ris). 
Risengrøden blandes op med æg, mel, sukker og vanilje og fortyndes evt. med mælk, så blandingen bliver en anelse flydende. Blandingen hældes eller øses på panden som 'klatter' og steges ligesom pandekager, men de er tykkere. 
Kan serveres med syltetøj, sukker eller sirup eller smurt med smør.
Retten er en pendant til kartoffelpuffer, der er klatkager af revne kartofler, der kan serveres på samme måde som risklatkager (mellemret) eller som tilbehør ved kaffebord.